# Aryan Chopra
Aryan Chopra (* 10. Dezember 2001 in Neu-Delhi) ist ein indischer Schachgroßmeister, der gelegentlich als Schach-Wunderkind bezeichnet wurde. Chopra erfüllte 2016 die FIDE-Normen für Großmeister im Alter von 14 Jahren, 9 Monaten und 3 Tagen und ist damit nach Parimarjan Negi der zweitjüngste indische Schachspieler aller Zeiten, dem dies gelang. Offiziell verliehen wurde ihm der Titel 2017.

## Karriere
Chopra begann im Alter von sechs Jahren mit dem Schachspiel, nachdem er aufgrund eines Verkehrsunfalls vorübergehend das Haus nicht verlassen konnte. Seine Eltern förderten sein Schachtalent und entschieden sich, ihn von Prasenjit Dutta trainieren zu lassen. Sein erstes Schachturnier war das Delhi U-7, das er auf Anhieb gewann. Danach gewann er u. a. zweimal (2010, 2011) die U-10 Commonwealth Chess Championship – 2010 im heimischen Neu-Delhi als jüngster Titelträger überhaupt. Bei den indischen Jugendmeisterschaften U11 in Ahmedabad (Juni 2011) verlor er zwar seine Auftaktpartie, gewann anschließend aber acht Partien in Folge und wurde Zweiter. Zu dieser Zeit trainierte Chopra vor jedem Turnier bereits bis zu acht Stunden täglich mit dem damaligen IM Saptarshi Roy Chowdhury (seit 2013 Großmeister).
Bei den Riga Technical University Open 2015 wurde Chopra – an 56 gesetzt – Sechster, erfüllte gleichzeitig die dritte IM-Norm und errang so den Titel eines Internationalen Meisters. Bei diesem Turnier – bei dem er ungeschlagen blieb – erfüllte er auch die erste GM-Norm. Mit starken Leistungen und Siegen gegen mehrere Großmeister erreichte er im Mai 2016 bei den 35. Zalakaros Open die zweite GM-Norm. Chopra erfüllte die dritte und letzte GM-Norm am 29. August 2016 beim Abu Dhabi Chess Championship Masters Tournament, als er in der letzten Runde mit schwarzen Steinen den armenischen Großmeister Samwel Ter-Sahakjan bezwang. Seitens der FIDE wurde ihm der Großmeister-Titel offiziell im März 2017 verliehen.
Das Abu Dhabi International Chess Festival 2017 beendete Chopra mit 6,5 von 9 Punkten hinter Turniersieger Amin Bassem (Ägypten) und dem Engländer Nigel Short auf dem dritten Platz. Im Verlauf des Turniers bezwang er einige Großmeister und erhöhte seine Elo-Zahl um 22 Punkte. In der letzten Runde gelang ihm ein bemerkenswerter Sieg mit schwarzen Steinen gegen den georgischen Großmeister Lewan Panzulaia.